# پروکسی‌دی‌سولفوریک اسید
پروکسی‌دی‌سولفوریک اسید (به انگلیسی: Peroxydisulfuric acid) یک ترکیب شیمیایی با شناسه پاب‌کم ۲۴۴۱۳ است. شکل ظاهری این ترکیب، جامد بی‌رنگ است.